# Ligota Górna (Strzelce)
Pour les articles homonymes, voir Ligota Górna.
Ligota Górna est une localité polonaise de la gmina de Strzelce Opolskie, située dans le powiat de Strzelce en voïvodie d'Opole.